# 비사라

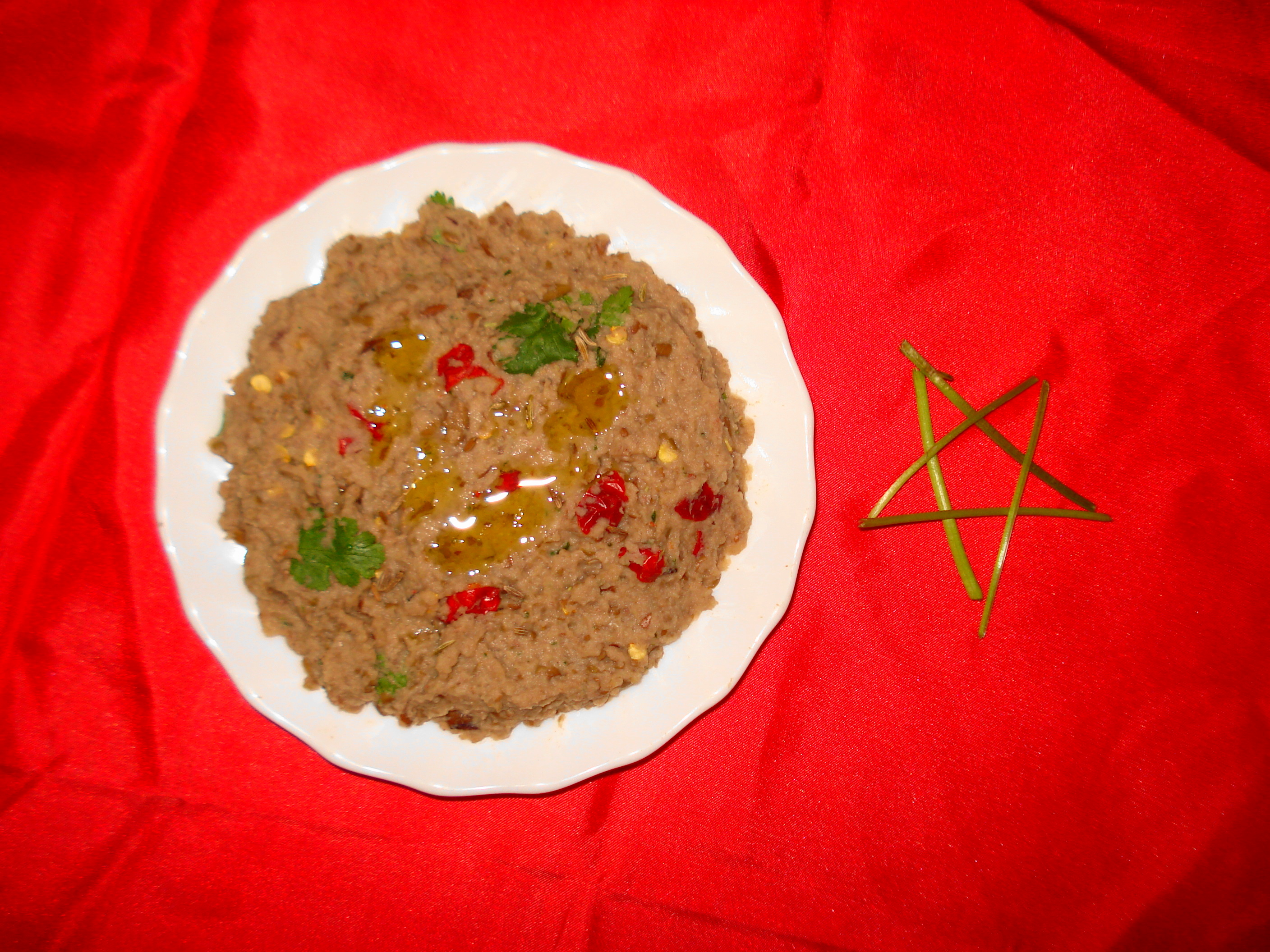

비사라(Bissara), 베사라(bessara, besarah), 타마락트(tamarakt, 아랍어: بصارة, 베르베르어: "tabissart" 또는 "talkhcha")는 이집트 요리와 모로코 요리의 요리이다. 이 요리에는 쪼개진 파바 콩, 양파, 마늘, 신선한 향긋한 허브 및 향신료가 들어 있다. 모든 재료를 천천히 익힌 다음 함께 섞어 크리미하고 향긋한 딥 또는 반찬을 만든다.
당시 미크파풀(mikpah ful)로 알려진 랍비 문학에 묘사된 비슷한 요리가 고대 유대 요리에서 소비되었다.

## 어원
식품 역사가들은 Bissara라는 이름이 "익힌 콩"을 의미하는 상형 문자세계 "Bisourou"(또는 bissouro)에서 유래했다고 믿는다.

## 준비
비사라는 반유동식 잠두콩을 주원료로 사용한다. 추가 재료에는 마늘, 올리브 오일, 레몬 주스, 매운 고추, 커민 및 소금이 포함된다. 비사라는 때때로 쪼개진 완두콩이나 병아리콩을 사용하여 준비된다.

## 같이 보기
- 풀 메담메스